# لوخویتسی (استان آمور)
لوخویتسی (به لاتین: Lokhvitsy) یک منطقهٔ مسکونی در روسیه است که در استان آمور واقع شده‌است.